# ジョン・ステュアート (第3代ビュート伯)
第3代ビュート伯爵ジョン・ステュアート（英語: John Stuart, 3rd Earl of Bute, KG PC, 英語発音: [ˈbyüt]、1713年5月25日 - 1792年3月10日）は、イギリスの政治家、貴族。
スコットランド貴族の家に生まれ、ジョージ3世が皇太子の頃にその家庭教師を務めていた。1760年のジョージ3世の即位後、国王の後押しで政界で急速に昇進し、1762年5月には首相に就任した。反政党政治的な「愛国王」の理念に則ってウォルポール以来の「ホイッグ党寡頭支配」を終焉させ、万年野党だったトーリー党からも閣僚登用を行った。彼の首相在任期に七年戦争の講和条約パリ条約が締結されている。しかし著しい不人気だったため、1763年4月に退陣した。以降もしばらくジョージ3世から助言を求められたが、1766年夏には完全に引退した。

## 経歴

### 前半生
1713年5月25日、スコットランド、エディンバラの議会広場に生まれる。父は第2代ビュート伯爵ジェイムズ・スチュアートで、母は同じくスコットランド貴族の初代アーガイル公爵アーチボルド・キャンベルの娘アン。
1720年よりイートン・カレッジで学ぶ。1723年1月28日、父の死によりビュート伯爵以下3つの爵位と1つの準男爵位を継承した。彼の有する爵位はいずれもスコットランド貴族なので、自動的にイギリス貴族院に議席を有することはなかったが、1737年4月14日から1741年にかけてはスコットランド貴族代表議員に選出されて議席を有した。この時期は1738年7月にシッスル勲章を授与されたが、貴族院での弁論にはほとんどかかわらず、1741年イギリス総選挙で再選に失敗するとビュート島に引退した。一時は農業や植物学に専念したが、1745年ジャコバイト蜂起が勃発するとロンドンに移り、翌年に皇太子フレデリック・ルイスと知り合った。

### ジョージ3世の側近に

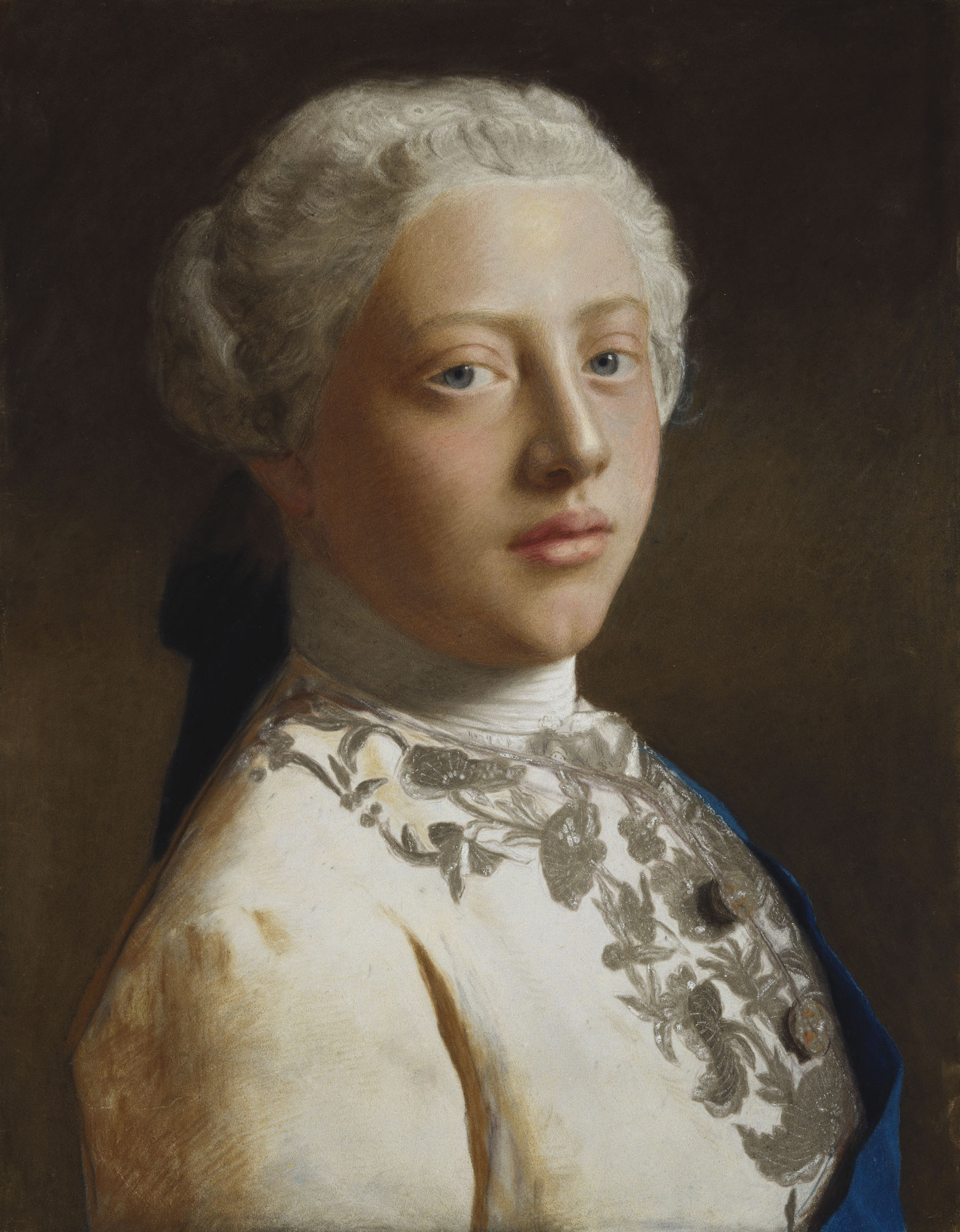
皇太子時代のジョージ3世（1754年、ジャン＝エティエンヌ・リオタール画）

ビュート伯は国王ジョージ2世の外交を「ハノーファー偏重」と批判していたため、国王から嫌われており、1747年から皇太子フレデリック・ルイス（父王と不仲だった）のレスター・ハウスの食客となり、素人芝居やカード遊びで人気者となった。1750年10月16日にはフレデリック・ルイスの寝室侍従に任命された。
1751年にフレデリック皇太子は薨去したが、皇太子妃オーガスタからも信任を受け、その長男で新たな皇太子となったジョージ（後のジョージ3世）の家庭教師に任じられた。この教育の際にビュート伯は初代ボリングブルック子爵ヘンリー・シンジョンの『愛国王』を教材に使ったといわれ、これが後にジョージ3世が「愛国王」思想に凝り固まる原因になったとされる。1756年6月に18歳を迎えて成人した皇太子ジョージは、自分の皇太子宮内官にビュート伯を据えようとした。しかし国王ジョージ2世はビュート伯を嫌っていたので、この人事が承認されたのは10月になってからだった。
1760年10月にジョージ3世が即位する。彼はビュート伯の教育の結果、「祖父王は悪しきホイッグ政治家に囚われており、自分が即位したら腐敗した政党政治家を排除して自分が『愛国王』として国をまとめる」という信念に凝り固まっており、イギリスの政党政治・議会政治に混乱をもたらすことになる。しかしジョージ3世即位時、イギリスは初代ニューカッスル公爵トマス・ペラム＝ホリス（首相）と大ピット（南部担当国務大臣）の指導の下に七年戦争を遂行中だったので、ジョージ3世としてもすぐさまの政権入れ替えは躊躇し、ビュート伯を国王宮内官として重用して事実上の首相とすることだけで満足した。

### ニューカッスル公内閣北部担当大臣
1761年3月になると、ビュート伯爵は国王の後押しを受けてニューカッスル公内閣に北部担当国務大臣として入閣した。しかしスコットランド貴族のビュート伯爵は、この時点では上下両院のいずれにも議席を持っておらず、議会の議員を大臣に任命するという長年の慣行が破られた形での任命となった。また当時、七年戦争は重大な局面を迎えており、このような時期に国王側近を閣内に送り込むのは閣内不一致の原因になりかねないと憂慮されていた。そのため彼の登用には当初より批判が多かった。なお、議席の問題については同年のうちに貴族代表議員に選出されて、貴族院の議席を得ることで対応している。
閣内では大ピットが主戦論を唱え、ビュート伯はジョージ3世とともに早期講和論を唱え、その対立は徐々に激しくなった。1761年8月にフランスとスペインの同盟が成立すると、大ピットはスペインにも宣戦布告することを求めたが、ビュート伯もニューカッスル公もスペインとの開戦には反対した。孤立した大ピットは10月に辞職した。大ピット辞職後、結局スペインとの開戦は不可避の情勢になり、1762年1月にイギリスはスペインに宣戦布告した。ビュート伯はスペイン戦の戦費を確保するために同盟国プロイセンへの援助金を打ち切ることを主張した。ニューカッスル公はそれに反対だったが、もはや彼にビュート伯を掣肘する力はなく、1762年5月末にビュート伯に第一大蔵卿（首相）職を譲って辞職した。

### ビュート伯内閣

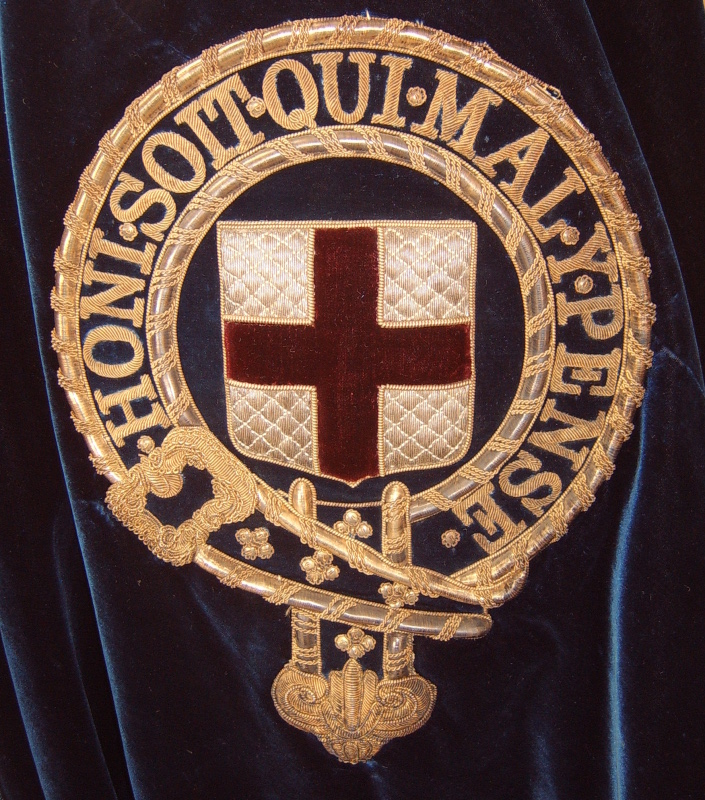
首相就任後にガーター勲位を得たが、批判された。

1762年5月末、第一大蔵卿（首相）に就任したビュート伯は、ジョージ3世の強い信任を背景に政権運営を行った。「愛国王」の理念に基づいて、年末までにはニューカッスル・ホイッグ系の政治家たちを官職から一掃し、万年野党だったトーリー党議員を積極的に閣僚に登用し、ウォルポール以来の「ホイッグ優越」時代を終わらせた。自らの考えに近い人物を置くという行動により、トーリー・ホイッグといった党派に留まらず、国王派・反国王派といった要素も加えられたため、議会は分裂状態に陥った。そのため、政府による議会のコントロールが利かなくなり、以降のイギリスの政界は政権交代が頻発することとなる。
このようにホイッグ排除には成功したものの、ビュート伯自身は極度に不人気であった。不人気の理由は、第一には若い国王に非立憲的な考えを吹聴していることであったが、彼がスコットランド人であることもあった。当時スコットランド人はユダヤ人並みに嫌われていた。とりわけ「ステュアート」という姓は、彼をジャコバイトやカトリック、フランスと結びつける悪宣伝に格好の材料だった。また世間の大ピットへの人気は依然として高く、ビュート伯は大ピットと対比されて低く評価されがちであった。大ピットに近いジョン・ウィルクス議員の週刊紙『ノース・ブリトン』をはじめとする各新聞・雑誌からも、ビュート伯は批判の的になっていた。

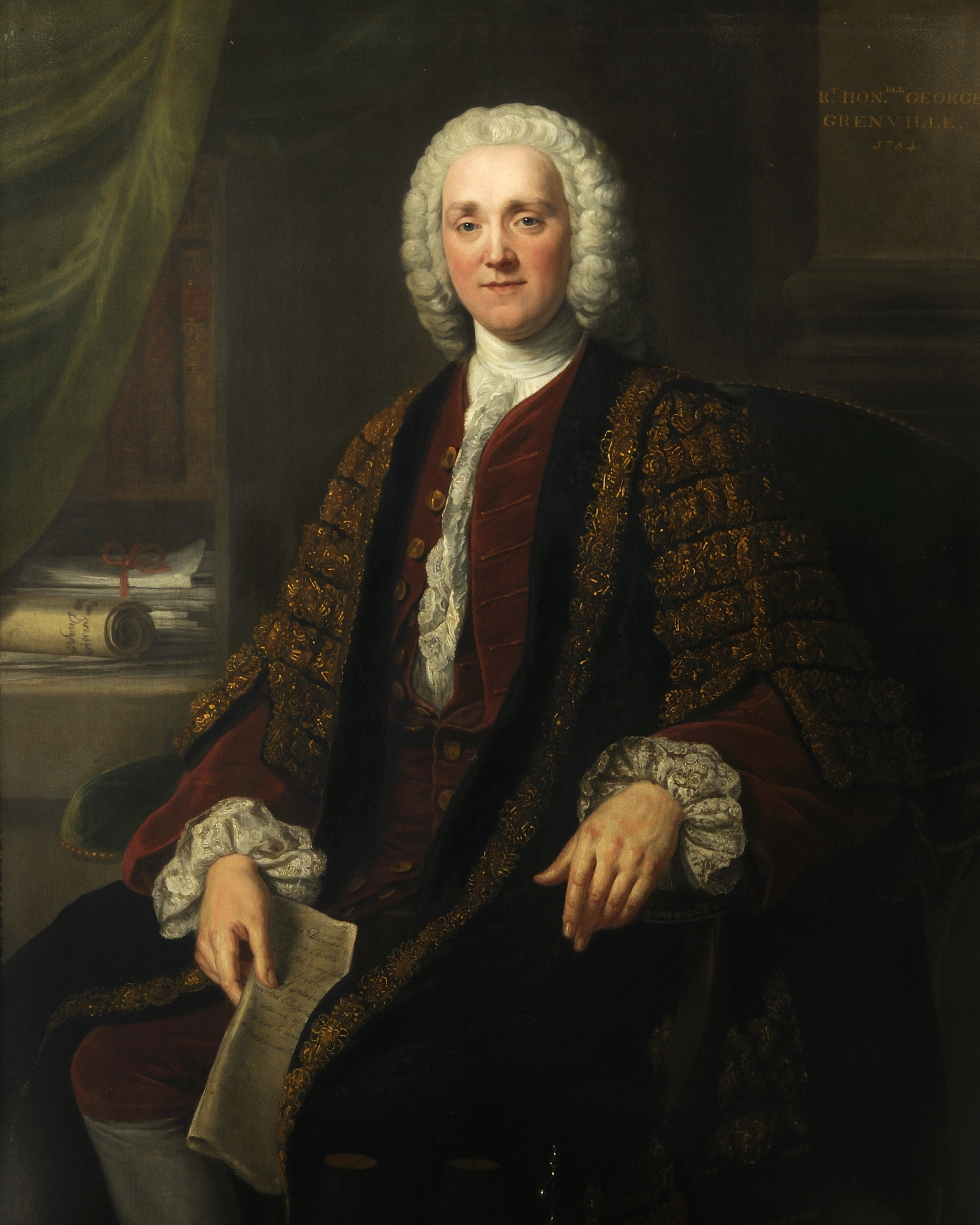
ビュート伯の後任ジョージ・グレンヴィル首相。ビュート伯の影響力に苦しんだ。

また首相就任後、1762年の内にイングランド最高位のガーター勲章を授けられたため、引き換えにシッスル騎士団付勲爵士から退任した。この叙勲も批判にさらされ、風刺画ではジャコバイトを暗示する服装のビュート伯がスコットランドの民に金貨をばらまく姿が描かれて、悪意をもって受けとめられた。
年が明けた1763年2月にはパリ条約を締結して七年戦争を終結させた。イギリスが広大な植民地を得るという勝利の講和だったにもかかわらず、イギリス国内では「ビュートがフランスに過度に譲歩した。もっと有利な条件で講和できた」と批判された。そのため名誉回復の契機になるどころか、余計に嫌われる結果となった。
1763年3月のリンゴ酒消費税導入は、野党の激しい抵抗を抑えて議会を通過させることに成功したが、この件で不人気がさらに加速した。
あまりの不人気にビュート伯爵の内閣統制力も低下の一途をたどっていたので、人心を一新すべく1763年4月をもって辞職し、庶民院議員ジョージ・グレンヴィルを後任の第一大蔵卿とした。

### 首相退任後

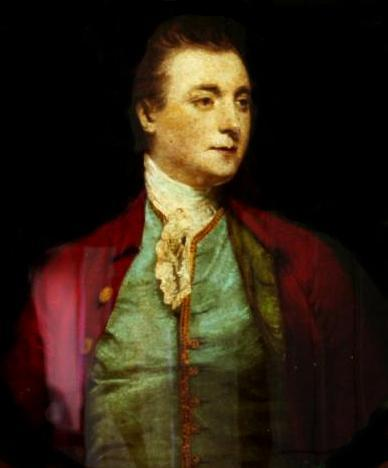
1770年頃のビュート伯を描いた絵画。

ビュート伯爵退任後もジョージ3世はしばらくの間、ビュート伯爵に依存した。首相を退任したものの、ジョージ3世は彼を宮廷職の国王手許金会計長官に留任させたため、国王からたびたび国政の相談にあずかっていた。さらにジョージ3世はグレンヴィル新内閣がビュート伯爵の意向を汲んで政治を行うことを希望していたので、グレンヴィル内閣は政権運営に苦しんだ。これについて野党や世論は、ビュート伯爵を「秘密の影響力」「闇の首相」と評して批判した。ついには首相グレンヴィルが国王ジョージ3世に、「秘密の影響力」に従わないよう求める騒ぎになった。ここに来ては国王も譲歩せざるを得ず、ビュート伯は国王手許金会計長官を辞任してスコットランドに隠遁した。ただし、「秘密の影響力」は長く政界に禍根を残した。例えば、引退したはずのビュート伯が1766年2月に突如貴族院に登院して、印紙法廃止に反対意見を述べたため大きな波紋を呼んでいる。この演説により、貴族院は「ビュート伯の行動は国王の意思によるものではないか」と忖度をした結果、廃止法案は敗北を喫したのである。実際にはビュート伯はすでに影響力を喪っていたものの、時の首相第2代ロッキンガム侯爵は直ちに参内して国王から廃止法案賛成の言質をとり、これを公表することで後の議会審議を乗り切って法案可決に漕ぎつけている。
上述の「ビュート伯爵が秘密の影響力を及ぼしている」という批判は、同じ年に第2代ロッキンガム侯爵のホイッグ政権が国王によって更迭された際にも蒸し返された。しかし実際には、ビュート伯はその頃には政治から遠ざかっていた。そのためロッキンガム侯派ホイッグはこの後、「秘密の影響力」神話を「国王が『国王の友』と呼ばれる議員たちを使って議会に不当な影響力を及ぼしている」というテーゼに変化させていくことになる。さらに1766年夏にビュート伯爵の政敵大ピット率いる内閣が成立するに至り、ビュート伯爵の派閥が内閣から完全に締め出された形になったため、ビュート伯爵はジョージ3世に非難の手紙を送り、国政への影響力を完全に失う結果となった。

### 晩年
1769年から1771年にかけてイタリアを旅した後、1771年にハンプシャーのクライストチャーチに居を構え、以降そこで植物学の研究や学者への援助に専念した。1780年から1792年にかけてはスコットランド考古学協会会長を務めた。
1792年3月10日にロンドン・メイフェアで死去、4月2日にビュート島ロスシーで埋葬された。長男ジョンが爵位を継承した。

## 人物
外交面では孤立主義的な平和外交観の持ち主で、ジョージ2世のハノーファー偏重を批判し、七年戦争にイギリスが巻き込まれることに反対した。またヨーロッパ大国との同盟関係はすべて切ったほうがいいと訴えていた。そのため、巨大植民地帝国大英帝国の建設を目指して積極的な外交に邁進する大ピットと対立が深まったのは無理もなかった。
内政面では、ウォルポール以来のホイッグ党寡頭支配に強く反対した、ビュート伯にいわせれば、政党政治とは君主の独立性を奪ってホイッグ貴族の寡頭支配を維持するための手段でしかなかった。君主制をホイッグ貴族の寡頭支配から救い出し、君主自らが「愛国王」として国政を主導しなければならないというのが彼の持論だった。首相就任直後の1762年6月には、御用新聞の中で自分の政治体制について次のように論じた。
現在、国王陛下はあまりにも長い間支配してきた大臣の根強い権力組織を根絶しようと務めている。そして憲法によって信託された執行権を十分に行使しようとしている。そのために陛下は自己の統治の権限を完全に大臣に委任してしまおうとはしていない。またこれらを完全に名目的な存在にしてしまおうともしていない。むしろ君主の統治を助けるため、適当な部署において大臣として、すなわち君主の手中にある便利な道具として利用しようとしている。
政敵の第2代シェルバーン伯爵ウィリアム・ペティはビュート伯の人柄を次のように厳しく批判している。
彼の根底にはスコットランド貴族に共通した性格が潜んでいた。彼は自負心が強く、人を寄せ付けず、尊大で高圧的であった。そして多くの浅薄な知識を身に着けていた。私の知る限りでは彼は最大の臆病者だった。しかも無分別で、小心だった。彼は処刑したり威嚇したりして権力を存分に楽しんでいた。なお彼は私の見た限りでは、宮廷内を操縦することにおいて抜きんでており、またそのために術策や奸智を十分に持ち合わせていた。
植物学の研究に熱心で、それに関する著作もある。ツバキ科の中のナツツバキ属（Stewartia/Stuartia、代表的なものはナツツバキ（Stewartia pseudocamellia））は、ビュート伯の姓から取ったものである。これはカール・フォン・リンネによる命名だったが、"Stuart"（ビュート伯爵の姓）と綴るところを"Stewart"と誤記してしまったという。
文学にも造詣が深く、サミュエル・ジョンソンのパトロンであった。また、小説家トバイアス・スモレット、建築家ロバート・アダム、歴史家ウィリアム・ロバートソン、植物学者ジョン・ヒルらを援助した。学者を広く援助できた背景には妻が父から莫大な遺産を継承しており、結婚時点で100万ポンド以上の財産と毎年17,000ポンドの収入を得られる地所を所有していたことが挙げられる。

## 栄典

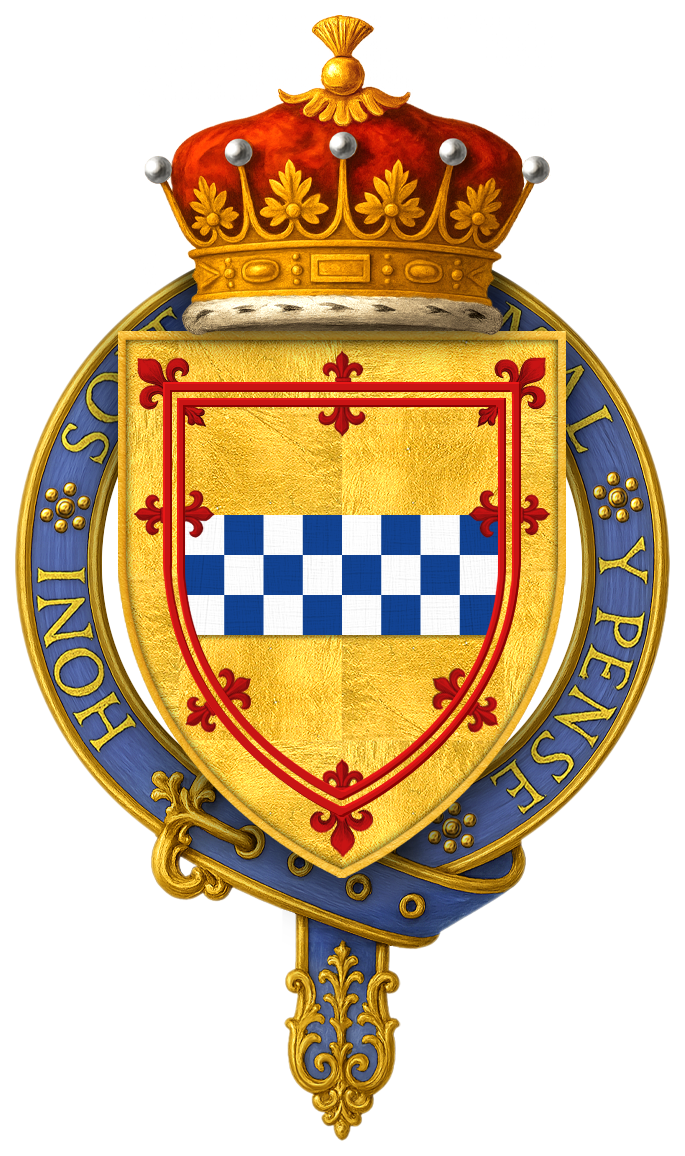
ビュート伯の個人の紋章。ガーター勲位を得たことが判る。

### 爵位・準男爵位
- 1723年1月28日、第3代ビュート伯爵（1703年創設スコットランド貴族爵位）[33]
- 1723年1月28日、第3代キンガース子爵（1709年創設スコットランド貴族爵位）[33]
- 1723年1月28日、第3代マウント・スチュアート卿（1703年創設スコットランド貴族爵位）[33]
- 1723年1月28日、第5代ステュアート準男爵（1627年創設ノバスコシア準男爵位）

### 勲章
- - シッスル勲章勲爵士(1738年7月10日 - 1762年[20])
- - ガーター勲章勲爵士(1762年5月27日[2])

### その他
- 1760年10月27日、枢密顧問官(PC)[2]

## 家族

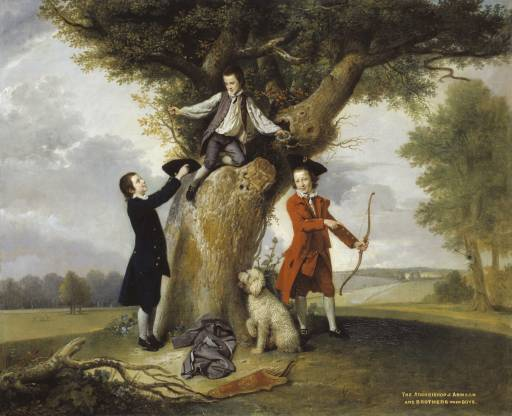
ビュート伯と3人の息子の交流を描いた絵画。

1736年8月にメアリー・ワートリー・モンタギュー（1718年2月 - 1794年11月6日、エドワード・ワートリー・モンタギューの娘）と結婚、5男6女をもうけた。この結婚により広大な領地が転がりこんでくることになった。
- メアリー（1740年1月20日 - 1824年4月5日） - 1761年9月7日、第5代準男爵サー・ジェームズ・ラウザー（英語版）（後の初代ロンズデール伯爵）と結婚
- ジェーン（1742年4月 - 1828年2月28日） - 1768年2月1日、ジョージ・マカートニー（後の初代マカートニー伯爵）と結婚
- ジョン（1744年 - 1814年） - 第4代ビュート伯爵、初代カーディフ男爵、初代ビュート侯爵
- アン（1746年8月 - 1819年頃） - 1764年7月2日にワークワース男爵ヒュー・パーシーと結婚したが、1779年3月16日に離婚した。1780年3月、フリードリヒ・カール・ハンス・ブルーノ・フォン・ペルニッツ男爵（Friedrich Karl Hans Bruno von Poellnitz、1734年 - 1801年）と再婚した[34]
- ジェームズ・アーチボルド（英語版）（1747年 - 1818年） - 1767年6月8日、マーガレット・カニンガム（Margaret Cunynghame、第3代準男爵サー・デイヴィッド・カニンガムの娘）と結婚。長男ジェームズはウォーンクリフ男爵に叙される。ウォーンクリフ伯爵家の祖。
- オーガスタ（1778年没） - アンドリュー・コーベット（Andrew Corbet）と結婚、子供あり
- キャロライン（1750年5月 - 1813年1月20日） - 1778年1月1日、ジョン・ドーソン閣下（1744年 - 1798年、後の初代ポータリントン伯爵）と結婚、子供あり
- フレデリック（英語版）（1751年 - 1802年） - 庶民院議員
- チャールズ（英語版）（1753年 - 1801年） - ミノルカ総督。1778年4月19日、ルイーザ・バーティー（Louisa Bertie、ヴィアー・バーティー卿（英語版）の娘）と結婚、子供あり
- ウィリアム（英語版）（1755年 - 1822年） - 聖職者。1796年5月3日、ソフィア・マーガレット・ジュリアナ・ペン（Sophia Margaret Juliana Penn、1847年4月没、トマス・ペンの娘）と結婚、子供あり
- ルイーザ（英語版）（1757年 - 1851年） - 作家